# Бои за Покровск
Бои за Покровск — бои между ВС РФ и ВСУ, начавшиеся 1 августа 2024 года в ходе битвы за Донбасс во время вторжения России на Украину.

## Предыстория

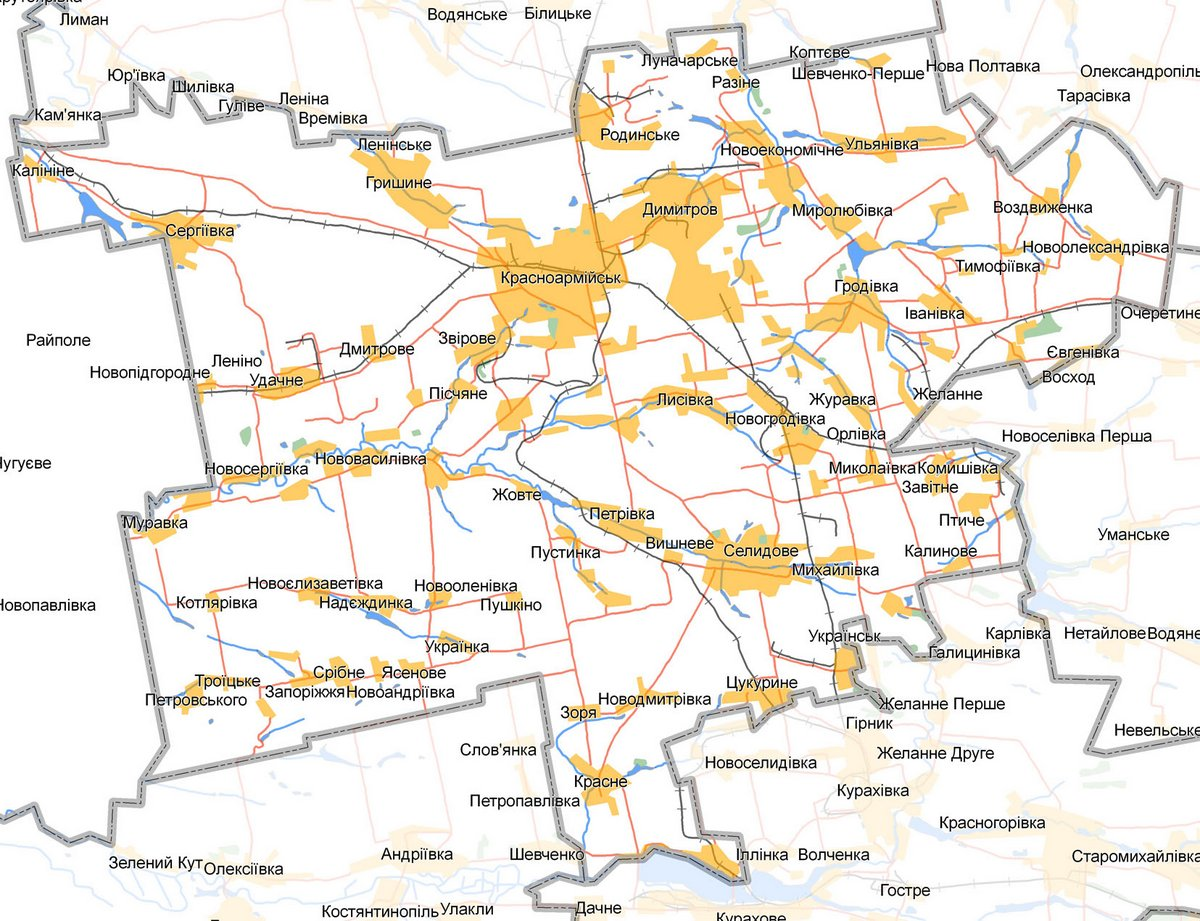
Карта бывшего Покровского (до 2016 г. Красноармейского) района по состоянию на 2015 г.

Покровск является важным логистическим центром обороны ВСУ в Донецкой области. Город находится на трассе T054, соединяющей несколько стратегически важных городов. Украинская сторона использует транспортную инфраструктуру Покровска для снабжения войск и отправки подкрепления, а также для вывоза раненых. Потеря города увеличит риск падения других стратегически важных городов, таких как Часов Яр.
Через город проходит снабжение таких городов, как Константиновка, Торецк, Краматорск, Славянск и Часов Яр. Падение города расколет линию обороны Украины в Донецкой области и усложнит украинские логистические цепочки в Донецкой области и облегчит захват Россией всего региона.
После падения Авдеевки в феврале 2024 года, начала наступления российских войск, преодоления первой линии обороны ВСУ в апреле и прорыва у Очеретино в середине июля 2024 года ВС РФ прорвались вдоль железной дороги Покровск — Артёмовск и заняли село Прогресс вместе с его железнодорожной станцией, что создало тяжёлую ситуацию для украинских сил на направлении Покровска.
Вскоре ВС РФ обошли позиции ВСУ, обороняющие соседние участки фронта и вышли к ним в тыл, принудив к оставлению позиций. ВСУ провели контратаки при поддержке танков, но не смогли остановить наступательные действия российских военных. В результате продвижение ВС РФ в сторону Покровска составило несколько километров. 1 августа российские войска вошли на окраины Желанного и Ивановки и по информации OSINT-канала Deep State, тесно связанного с Минобороны Украины, между 1 и 4 августа заняли сёла Весёлое и Тимофеевка. В августе была прорвана вторая линия обороны ВСУ, расположенная вокруг Ивановки. В сводках ВСУ появился термин «Покровское направление».

## Ход боёв

### 2024 год

#### Август
7 августа ВС РФ захватили Сергеевку и начали продвигаться к поселку Гродовка, захват которого позволяет наносить артиллерийские удары по самому Покровску.
По информации Института изучения войны, геолоцированные кадры, опубликованные 14 и 15 августа, указывают на то, что ВС РФ продвинулись в районе Гродовки восточнее Покровска, а также в районе Желанного, Николаевки и Орловки, расположенных к юго-востоку от Покровска. По оценке ISW, ВС РФ заняли Орловку и Желанное.
19 августа 2024 года местные власти из-за быстрого продвижения ВС РФ объявили эвакуацию населения из Покровска.
21 августа главнокомандующий ВСУ Александр Сырский заявил, что вокруг Покровска идут тяжёлые боестолкновения, в ходе которых ВС РФ провели 45 атак.
Карты из открытых источников свидетельствуют о продвижении российских войск к сёлам Красный Яр, посёлку Гродовка и городу Новогродовка, расположенные восточнее Покровска.
По оценке Associated Press, в обороне Покровска принимает участие большое количество слабо обученных новобранцев. По словам командира 47 ОМБр ВСУ, некоторые недавно прибывшие бойцы отказываются открывать огонь по бойцам ВС РФ. По словам командиров 4 бригад ВСУ, участвующих в обороне Покровска, некоторые мобилизованные не обладают даже минимальной подготовкой.
Анонимные командиры других подразделений говорят, что новобранцы являются причиной территориальных приобретений России, в том числе около Покровска.
По информации тесно связанного с Минобороны Украины OSINT-проекта Deep State, с 20 августа ВС РФ заняли три деревни около Покровска. По информации Майкла Кофмана, старшего научного сотрудника Фонда Карнеги, Покровск теперь находится в зоне поражения российской артиллерии. По информации финской аналитической группы Black Bird Group, российские войска приблизились к последнему рубежу обороны города.
22 августа ВС РФ начали штурм города Новогродовки. Помимо этого, российские войска пытаются обойти Новогродовку с восточной стороны. Спустя пару дней ВС РФ заняли микрорайоны Шанхай и Кишлак, а также большую часть микрорайона 41-й квартал.
По информации Meduza от 23 августа, ВС РФ неожиданно поменяли направление основного удара с Покровска на юг — в сторону городов Курахово и Селидово, через которые снабжается Угледар, районы Марьинки и Красногоровки.
23 августа 2024 года ВС РФ вошли в Новогродовку.
27 августа Институт изучения войны на основании анализа геолоцированных кадров подтвердил значительные тактические успехи РФ: продвижение ВС РФ более чем на 2 км на северо-запад города Новогродовка, что свидетельствует об удержании центра города. Геолоцированные кадры также подтверждают продвижение ВС РФ в юго-восточной части Гродовки.
27 августа 2024 года ВС РФ заняли Новогродовку. Начались бои за Селидово.

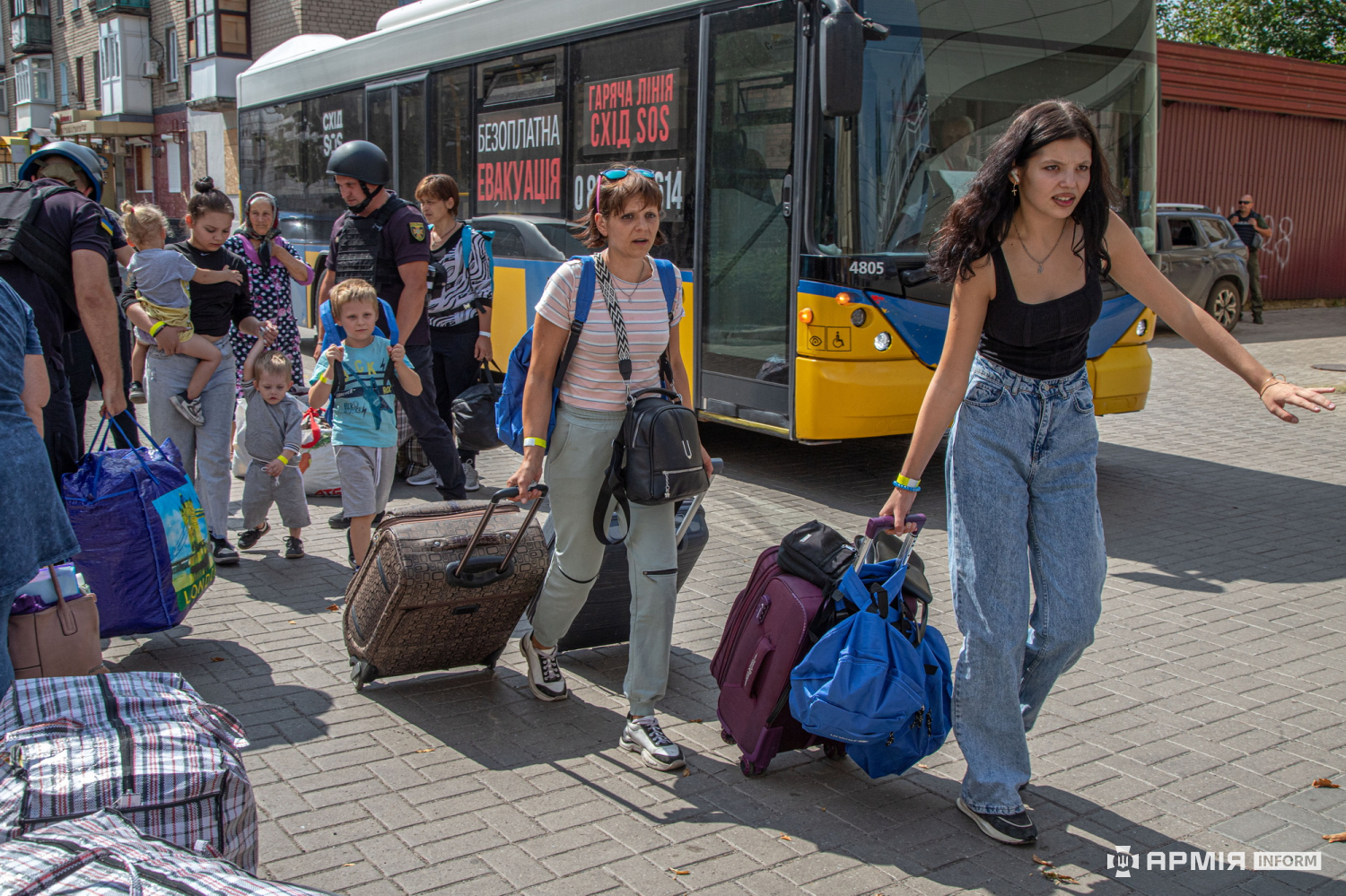
Эвакуация из Покровска, август 2024 года

28 августа, по информации российских военных блогеров, в ходе боёв за Селидово ВС РФ взяли под контроль трассу Покровск — Курахово, являющуюся одной из основных логистистических магистралей Донецкой области. В этот же день российскими подразделениями занято село Мемрик, расположенное между Селидово и Карловкой, что поставило под угрозу оборону ВСУ вокруг последнего населённого пункта.
К 30 августа ВСУ практически без боя потеряли контроль над Карловкой и территорией, расположенной вокруг Карловского водохранилища. Оперативное командование ВСУ обвинило в потере Карловки командира и военнослужащих 11-го мотострелкового батальона 59-й отдельной мотопехотной бригады.
К концу августа украинское командование перебросило на угрожающий участок подкрепления, в том числе, бригаду «Кара-Даг» Национальной гвардии, 12 бригаду «Азов» и 93 механизированную бригаду, что позволило ВСУ проводить небольшие контратаки, основным эффектом которых стало незначительное отбрасывание подразделений ВС РФ, что замедлило их продвижение на Селидово и вынудило начать тактические операции вдоль линии Селидово—Украинск—Горняк для защиты выступа от контратакующих действий ВСУ.

#### Сентябрь
15-я бригада оперативного назначения «Кара-Даг» Нацгвардии Украины, переброшенная под Селидово, 1 сентября около Михайловки отбила атаку российского подразделения.
2 сентября подразделения ВСУ оставили Невельское, вышли из так называемого «Невельского кармана» и отошли в сторону высот у сел Желанное Первое и Желанное Второе. Российские штурмовые группы атаковали вдоль дороги от недавно взятой Галицыновки.
3—4 сентября — относительная стабилизация линии фронта на Покровском направлении при непрекращающихся атаках российских войск — 49 только за 4 сентября. Бои шли в районах населенных пунктов к востоку от Покровска в районе Воздвиженки, Зеленого Поля, Миролюбовки, Гродовки, Крутого Яра и Новоторецкого, а также к юго-востоку от Покровска в районе Новогродовки, Селидово, Михайловки, Желанного Первого, Украинска и Галицыновки. ВС РФ продвинулись к югу от Новогродовки и незначительно продвинулись к западу от Николаевки.
4 сентября ВСУ отбили часть села Галицыновка, потерянного ранее.
5 сентября главнокомандующий ВСУ Александр Сырский в интервью CNN заявил, что ВСУ удалось остановить продвижение российских войск на Покровском направлении. После переброски как минимум трёх бригад ВСУ на покровское направление продвижение ВС РФ в сторону Покровска остановилось. Российские войска сместили направление атак на 10 км южнее. Одна группировка продвигается в сторону юго-запада от Карловки, другая — на северо-запад от Красногоровки, что привело к риску окружения подразделений ВСУ в этом районе. По мнению основателя CIT Руслана Левиева, ВС РФ прекратили наступление на Покровск по причине появления возможности окружить части ВСУ, расположенные на южном направлении.
По информации ISW от 5 сентября 2024 года, ВС РФ начали расширять южную часть выступа, образовавшуюся в результате наступления в направлении Покровска. Российские военные заявили о захвате села Лесовка и выходе на окраины городов Украинск и Горняк. OSINT-проект Deep State подтвердил эту информацию.
6-7 сентября ВС РФ, несмотря на усилившееся противодействие ВСУ, продолжили наступательные операции: на северном фланге была занята центральная часть Гродовки, также не прекращались атаки в районе Воздвиженки, Зеленого Поля и Миролюбовки. На центральном участке отмечено незначительное продвижение ВС РФ северо-западнее, западнее и южнее Михайловки и к югу от Новогродовки. На южном фланге наступления продолжились бои за Галицыновку и вблизи Желанного Первого.
8 сентября Минобороны РФ заявило о контроле над Новогродовкой. Украинская сторона не прокомментировала это заявление. Источники Би-би-си подтвердили отступление ВСУ из города.
Геолоцированные кадры от 10 сентября 2024 года, проанализированные Институтом изучения войны, свидетельствуют о контроле Вооружённых сил РФ над Красногоровкой.
11 сентября ВС РФ заняли южную часть Украинска.
12 сентября ВС РФ продвинулись вдоль железной дороги к северо-западу от Новогродовки в направлении Лысовки (расположено к юго-востоку от Покровска). Продолжалось уничтожение мостов возле Покровска, чтобы усложнить украинскую логистику в этом районе и подготовиться к будущему наступлению на Покровск и близлежащие поселки.
13—15 сентября на южном фланге операции ВС РФ продвинулись в восточной части Максимильяновки и провели атаки в районе Георгиевки (захвачена 14 июня) и Острого (укр. Гостре). Атака на Острое обернулась для российской 5-й отдельной штурмовой бригады большими потерями бронетехники.
15—16 сентября продолжались попытки ВС РФ окружить Украинск с севера и юга. Российские подразделения также продвинулись в северной части Желанного Первого. ВСУ восстановили позиции в западной части Михайловки (юго-восточнее Покровска). Линия фронта в районе Селидово стала проходить по железнодорожной линии между Михайловкой и Селидово.
16—17 сентября российские войска продвинулись к северо-востоку от Новокалиново (к востоку от Покровска), к северо-западу от Архангельского (лежит к востоку от Покровска и к западу от Новокалиново), а также в центре и на северо-западе Гродовки и к юго-западу от Михайловки. Институт изучения войны на основе геолоцированных кадров от 17 сентября 2024 года сообщил, что ВС РФ заняли Украинск.
18—21 сентября ВС РФ продолжали наступательные операции к востоку и юго-востоку от Покровска, но не добились никаких подтвержденных успехов. Бои шли в районе Воздвиженки, Новоторецкого, Зеленого Поля, Красного Яра и Гродовки и к юго-востоку от Покровска в районе Новогродовки, Сухого Яра, Мариновки, Михайловки, Селидово, Миролюбовки, Лысовки, Желанного Первого, Цукурино и Горняка. 19-20 сентября возле Максимильяновки, на Кураховском направлении, ВСУ отбили атаку  механизированного батальона ВС РФ, нанеся противнику существенные потери в технике. Также на Кураховском направлении российские войска провели наступательные операции возле Георгиевки и Александровки и в сторону Дальнего.
В своей публикации от 23 сентября издание Financial Times отметило, что за последние недели ВСУ перебросили подкрепления для усиления подразделений вокруг Покровска. Также было активизировано возведение укреплений. ВС РФ замедлило наступление в сторону Покровска, сосредоточившись на территориях вокруг Курахово и Угледара, что, по словам командиров подразделений ВСУ, растянуло территорию, на которой идут боевые действия и создало сложности для ослабленной обороны ВСУ. По словам командира 21 бригады ОПБр, ВС РФ формируют множество котлов, которые вынуждают украинских военных отступать, что подтверждается картами OSINT-проекта Deep State, тесно связанного с Минобороны Украины.
По мнению украинского военного аналитика Ивана Ступака, переброска войск и техники на Покровское направление из Угледара увеличила шанс захвата города вооружёнными силами РФ.
ISW на основании геолоцированных кадров от  27 сентября сообщил, что российские войска заняли шахту «Новогродовская № 1/3».
27 сентября Минобороны РФ заявило что, что российские войска заняли Мариновку. По информации ISW ВС РФ заняли село 10 сентября.

#### Октябрь
7 октября Министерство обороны РФ заявило об установлении контроля над Гродовкой.
На кураховском направлении силами механизированной роты российские войска продвинулись в западную часть Островского. По сообщению обеих сторон конфликта, ВС РФ заняли половину Максимильяновки.
По сообщению украинской стороны от 7 октября, ВС РФ заняли Цукурино.
К 10 октября российские войска продвинулись к заводу железобетонных изделий к востоку от Селидово. 10 октября российские войска захватили Желанное Первое.
10 и 11 октября российские войска продолжали наступательные операции к востоку от Курахово в районе Георгиевки и Максимильяновки.
12 октября ВСУ отразили механизированную атаку российского батальона, состоявшую из 25 бронемашин и пяти танков, в направлении Курахово.
Ухудшение в середине месяца погодных условий замедлило темпы боевых действий на покровском направлении.
14 октября российские войска продвинулись около Красного Яра (к юго-востоку от Покровска) и заняли его юго-восточную часть.
14 и 15 октября ВС РФ провели атаки к востоку от Курахово в районе Максимильяновки и Георгиевки, но не добились успехов.
К 17 октября российские войска, действовавшие к юго-востоку от Покровска, добились успехов в восточной части Лысовки (к западу от Новогродовки), захватили водоочистные сооружения к западу от Новогродовки и продвинулись вдоль ветрополосы к юго-западу от Селидово.
17—18 октября на кураховском направлении российские войска силами механизированного батальона продвинулись в центральной и западной части Максимильяновки и к югу от этого населенного пункта и заявили о его захвате. В районе Максимильяновки была отражена контратака ВСУ, осуществлённая при поддержке бронетехники.
18—19 октября на покровском направлении ВС РФ продвинулись на южную окраину Воздвиженки (к востоку от Покровска) и вели бои за Зоряное.
20—21 октября ВС РФ вышли на окраины Селидово, а также пересекли реку Волчья в Зоряном и продвинулись в центр этого населенного пункта, чтобы оттуда атаковать в сторону Горняка.
22—23 октября ВС РФ с боями продвинулись с севера, северо-востока и востока к центру Селидово, а также захватили Измайловку (к юго-востоку от Селидово). Российские войска также продвинулись на северо-восточной окраине Новоселидовки (к западу от Измайловки и к югу от Селидово) и в полях к северо-западу от Цукурино.
26 октября издание «Важные истории» сообщило, что согласно картам Deep State,  Горняк перешёл под контроль ВС РФ.
27 октября российские войска заняли центр Селидово и подняли флаг над зданием городского совета, а также продвинулись к югу от Вишневого.
В боях за Селидово в третьей декаде октября ВС РФ проводили пехотные атаки без механизированной поддержки, и эти атаки оказались эффективными из-за подавляющего количества российских резервов и использования более подготовленных пехотных подразделений. Российское командование также перебросило в Селидово различные типы систем радиоэлектронной борьбы (РЭБ), чтобы не допустить работы украинских разведывательных беспилотников.
После захвата Селидова с 28 октября российские войска продолжили атаки в направлении Покровска, но за последующую неделю боёв не добились существенного продвижения. Бои продолжались к востоку от города в районе Сухой Балки, Гродовки, Проминя и Миролюбовки; и к юго-востоку — в районе Лысовки, Новогродовки, Крутого Яра, Николаевки и Вишневого. Основные усилия ВС РФ были перенаправлены на кураховское направление.
Со второй декады октября дождливые условия стали снижать способность российских военных использовать разведывательные и ударные беспилотники, но не повлияли на действия российской артиллерии. Украинские системы радиоэлектронной борьбы (РЭБ) способны дезактивировать половину российских беспилотников, приближающихся к украинским позициям.

#### Ноябрь
6 ноября ВС РФ  заняли село Вишнёвое, расположенное юго-восточнее Покровска.
7 ноября российские войска захватили Новоалексеевку, расположенную к югу от Покровска и к западу от Селидово.
В первой половине ноября ВС РФ продолжали наступательные операции к востоку от Покровска в районе Проминя и Миролюбовки; к юго-востоку от города в районе Лысовки и Крутого Яра; и к югу от Покровска в районе Григоровки, Пустынки, Петровки, Новоалексеевки и Юриевки, но не добились существенного продвижения.
16 ноября российские войска захватили село Григоровку, расположенное к юго-востоку от Покровска.
24 ноября ВС РФ захватили Юриевку.
29 ноября ВС РФ захватили Пустынку и Жёлтое к югу от Покровска.
По сообщению представителя украинской группы войск «Хортица», во время ноябрьских атак ВС РФ на Покровском направлении на украинских минных полях было уничтожено 30 процентов российской военной техники, поэтому тактика российских войск основана на использовании FPV-беспилотников, за которыми по пять—шесть раз в день следуют атаки пехотных групп, состоящих из 10—20 человек.

#### Декабрь
5 декабря ВС РФ захватили Новопустынку и Новодмитровку к югу от Покровска. Представитель украинской бригады, действующей на Покровском направлении, заявил, что российские войска проводят от 40 до 50 пехотных атак в день группами примерно по 10 человек.
6 декабря подразделения ВС РФ вышли на южные окраины посёлка Шевченко (к югу от Покровска).
9 декабря 2024 года Meduza сообщила, что ВС РФ за последние 14 дней заняли сёла Жёлтое и Петровка. 
По состоянию на 12 декабря российские войска находились менее чем в 4 километрах от Покровска, занимая две трети посёлка Шевченко. 12 декабря российские военные заняли Новотроицкое, расположенное юго-западнее Покровска.
13 декабря ВС РФ захватили село Пушкино.
13 декабря 2024 года после распространения критики в адрес командующего группировкой войск на востоке Донецкой области Александра Луценко из-за оперативного продвижения ВС РФ под Покровском он был освобождён от должности, на его место назначен генерал Александр Тарнавский.
15 декабря Министерство обороны России заявило, что ВС РФ заняли посёлок Шевченко, расположенный к югу от Покровска.
15 декабря Минобороны РФ заявило, что российские военные заняли Пушкино (западнее Селидово и южнее Покровска). По мнению Института изучения войны, населённый пункт был занят ещё 13 декабря.
К середине декабря ВС РФ продвинулись на 10 км до дороги Покровск — Константинополь — Великая Новоселка.
Между 16 и 19 декабря украинские войска провели удачные контратаки около сёл Новотроицкое и Шевченко, в связи с этим ВС РФ не смогли продвинуться севернее вдоль линии Новотроицкое-Шевченко-Новый Труд-Даченское. Новотроицкое осталось под контролем ВС РФ; за Шевченко по состоянию на 19 декабря продолжались бои. В связи с успешными контратаками ВСУ российское военное командование сосредоточило усилия по продвижению к административной границе Донецкой и Днепропетровской областей, а не охвату Покровска.
Продолжая продвижение к административной границе Донецкой и Днепропетровской областей, ВС РФ 24 декабря захватили Новооленовку и 26 декабря — Украинку.
28—29 декабря российские войска продвинулись в промышленном секторе на восточной окраине Песчаного (7 км юго-западнее Покровска) и в восточной части Новоелизаветовки.
Продолжая продвижение к административной границе Донецкой и Днепропетровской областей, ВС РФ 31 декабря захватили Новоелизаветовку и в течение 30−31 декабря вели интенсивные штурмовые атаки с юга и востока на Нововасильевку.

### 2025 год

#### Январь
2 января ВС РФ захватили Даченское, Новый Труд и Волково, расположенные южнее Покровска. Продолжались бои за Лысовку, Зелёное, Шевченко, Нововасильевку.
В первую неделю января 2025 года российские войска возобновили наступательные операции к востоку от Покровска, направленные на окружение города с северо-востока, 2 января захватили Воздвиженку и продвинулись в юго-восточную часть Елизаветовки и к югу от Барановки.
4 января ВС РФ заняли село Волково, расположенное юго-западнее Покровска.
5 января 2025 года российские военные заняли Тимофеевку, расположенную к востоку от Покровска.
К 13 января 2025 года ВС РФ перерезали трассы Т-0504 «Покровск-Константиновка» (находится восточнее Покровска) и Т-0406 «Покровск-Межовая» (находится юго-западнее города).
17 января 2025 года ВС РФ заняли Ясеновое.
21 января 2025 года ВС РФ заняли сёла Зелёное и Новый труд (оба — южнее Покровска).
23 января российские военные заняли село Котлино (расположено западнее Покровска), которое по состоянию на 14 января защищалось 155 отдельной механизированной бригадой ВСУ, а также Солёное.

#### Февраль
В последних числах января — начале февраля ВС РФ продолжали атаковать сам Покровск; восточнее города — в районе Зеленого Поля, Водяного Второго, Елизаветовки, Проминя, Новоторецкого и Миролюбовки; к юго-востоку от Покровска в районе Лысовки; и к юго-западу от города в районе Удачного, Успеновки, Зверево, Новоалександровки и Котляровки. 5 февраля было захвачено Срибное. Представитель украинской группы войск «Хортица» заявил, что количество российских атак с 1 по 7 февраля уменьшилось по сравнению с 25 по 31 января, но бои остаются интенсивными. 
ВС РФ войска продолжали попытки обойти Покровск с запада и благодаря подкреплениям, подтянутым в этот район, к 9 февраля смогли продвинуться к северу от Новоелизаветовки (юго-западнее Покровска). Западнее Покровска шли бои за Удачное; украинские минные поля в районе Котлино замедлили продвижение ВС РФ. Восточнее Покровска шли бои в юго-восточной части Малиновки, расположенной у шоссе Покровск-Константиновка.
После взятия Курахово на часток западнее Покровска были переброшены две бригады ВС РФ, которые около Воздвиженки продвинулись к трассе «Покровск-Константиновка».
ВСУ контратакущими действиями вернули контроль над частью села Песчаное, помешав снабжению частей ВС РФ, находящихся в Котлино и Успеновке. После этого ВС РФ вернули контроль над промзоной Песчаного.
25 и 26 февраля продолжались бои к севоро-востоку и востоку от Покровска в районе Тарасовки, Водяного Второго, Новоторецкого, Миролюбовки и Проминя; к юго-востоку и югу от города в районе Лысовки, Даченского; и к юго-западу от Покровска в районе Звирово, Леонтовичей (ранее Первое Травино), Котлино, Удачного, Надиевки, Успеновки, Песчаного, Преображенки и Новоалександровки. Украинские войска контратаковали в районе Новоалександровки, Котлино, Песчаного и Удачного.

#### Март
В первой декаде марта ВС РФ пытались вернуть позиции в районе Котлино, Песчаное, Шевченко, Успеновки и Даченского, которые российские войска потеряли после успешных украинских контратак. Геолокационные кадры, опубликованные 9 и 10 марта, показывают, что ВСУ продвинулись в центральном Шевченко (к югу от Покровска) и в восточном Удачном (к юго-западу от Покровска).
Геокадры от 11 марта, показывают, что ВСУ недавно продвинулись северо-восточнее Покровска к западу от Водяного Второго.
Геокадры, опубликованные 11 и 13 марта, показывают, что ВСУ недавно продвинулись к южной окраине Шевченко (к югу от Покровска) и заняли большую часть населенного пункта.
Геокадры от 16 марта, указывают на то, что ВС РФ недавно продвинулись к юго-восточной окраине Лысовки. Дополнительные геолокационные кадры, опубликованные 18 марта, указывают на то, что российские войска недавно продвинулись в южном Песчаном (к юго-западу от Покровска).
Геокадры, опубликованные 19 и 20 марта, указывают на то, что российские войска недавно продвинулись к шоссе Т-0504 Покровск-Константиновка к западу от Водяного Второго и в юго-западной части Тарасовки (оба к востоку от Покровска), а также в восточной части Шевченко (к югу от Покровска).
Геокадры от 23 марта, подтверждают захват российскими войсками села Водяного Второго.
В третьей декаде марта встречные бои шли преимущественно на крайних флангах покровского направления: на западе — Солёное, Удачное, Котлино, на востоке — Елизаветовка, Тарасовка, Зеленое Поле.
Украинское командование продолжало удерживать инициативу в ходе активной обороны к западу от Покровска, в частности, оттеснив ВС РФ от Котлина. В свою очередь российские войска отбили практически все Песчаное, ранее освобожденное ВСУ.
Геокадры от 28 марта, показывают, что ВСУ недавно продвинулись к западу от Шевченко. Геокадры от 29 марта, показывают, что ВС РФ недавно продвинулись к юго-западу от Котляровки и к востоку от Богдановки  и захватили Преображенку, а также продвинулись на западе Успеновки (все к юго-западу от Покровска). Геокадры от 30 марта, показывают, что ВС РФ недавно продвинулись на северо-востоке Шевченко.

#### Апрель
В первую неделю апреля российские войска продолжили атаки северо-восточнее Покровска в районе Тарасовки; восточнее — в районе Елизаветовки и Александрополя; юго-восточнее города — в районе Сухого Яра и Лысовки; южнее Покровска в районе Зеленого и юго-западнее — в районе Шевченко, Богдановки, Удачного, Песчаного, Котлино, Новосергиевки, Надивки, Успеновки, Зверева, Новоалександровки, Муравки и Котляровки. ВСУ контратаковали в районе Шевченко, Солёного, Котлино и Лысовки. К 5 апреля ВС РФ заняли село Солёное.
В первую декаду апреля ВС РФ продолжали наступательные операции на флангах покровского оборонительного района и к 12 апреля незначительно продвинулись в восточную часть Удачного (к юго-западу от Покровска), а также захватили Калиново (к востоку от Покровска). ВСУ периодически контратаковали к югу и непосредственно к юго-западу от Покровска.
Во вторую декаду апреля ВС РФ продолжили наступательные операции на покровском направлении и незначительно продвинулись на юго-востоке Лысовки, к юго-западу от Миролюбовки, к западу и востоку от Калиново  и к северо-востоку от Котлино, постоянно подвергаясь контратакам со стороны ВСУ.
23 апреля Минобороны РФ заявило, что российские войска захватили Тарасовку.
В третьей декаде апреля на покровском направлении основные атаки ВС РФ были сосредоточены на попытках выйти к границе Днепропетровской области; ВСУ контратаковали в районе Удачного. 26—29 апреля ВС РФ сбили ВСУ с позиций в районе Надеждинка — Котляровка — Богдановка и захватили Надеждинку (к юго-западу от Покровска).

#### Май
В первой декаде мая продолжились попытки ВС РФ выйти к границе Днепропетровской области и одновременно охватить Покровск с западного и восточного флангов. 2 мая российскими войсками была захвачена Тарасовка и начались бои за Новооленовку (на север от Тарасовки). ВС РФ продолжили атаки в районе Надеждинки, Новоалександровки, Богдановки и Котляровки на западном фланге, около Шевченко на подступах к Покровску, и рядом с Тарасовкой. ВСУ отбросили противника в Лысовке между Покровском и Мирноградом.
12 мая Минобороны РФ заявило о захвате поселка Котляровка, от которого до границы Днепропетровской области менее 3 км.
13 мая на восточном фланге наступления ВС РФ захватили Миролюбовку  и Михайловку. Украинские войска продолжали удерживать позиции вблизи и внутри Елизаветовки (к востоку от Миролюбовки).
30 мая ВС РФ захватили Елизаветовку (восточнее Покровска).

#### Июнь
В первую неделю июня ВС РФ полностью захватили посёлок Шевченко и продвинулись севернее.
13 июня Министерство обороны РФ заявило, что российские войска захватили Коптево (к северо-востоку от Покровска).
16 июня ВС РФ захватили Малиновку (к востоку от Мирнограда).
Во второй половине июня продолжались бои на покровском направлении: украинские войска продвинулись в южной части Миролюбовки (к востоку от Покровска) — российские войска продвинулись к северу от Новоукраинки (к югу от Покровска). Российские войска часто атаковали ночью, используя скутеры.
К концу июня в результате продвижении российских войск на правом и левом флангах направления — около Новосергеевки (к юго-западу от Покровска) и рядом с Мирным и Разиным (к северо-востоку от Мирнограда) — ВС РФ окончательно сформировали «дугу» с двумя фланговыми полуохватами в линии фронта.
В мае 2025 года ВС РФ установили контроль над трассой Покровск-Константиновка, после чего российское наступление ускорилось.

#### Июль
В первой половине июля российские войска на покровском направлении продолжали атаки преимущественно на восточном фланге «дуги», пытаясь продвинуться на север вдоль трассы Т-0504 Покровск-Константиновка в направлении Константиновки: 12 июля было захвачено Разино, расположенное к северо-востоку от Мирнограда, 14 июля — Фёдоровка и Маяк.
17 июля российские войска захватили село Лысовка (к юго-востоку от Покровска).
18 июля главнокомандующий войсками Украины генерал Сырский сообщил, что российские войска в основном сосредотачивают атаки на покровском и новопавловском направлениях и продолжают атаковать небольшими огневыми группами. К 21 июля ВСУ отбили Разино.
21 июля ВС РФ полностью заняли Песчаное (5 км южнее Покровска).
«Украинская правда» сообщила о появлении в Покровске российских военных. По информации издания, первые группы ВС РФ были замечены в городе 17 июля. По информации связанного с Минобороны Украины проекта Deep State, российские военные смогли проникнуть в Покровск по причине того, что у одной из украинских бригад закончился резерв пехоты. Институт изучения войны сообщил, что на геолоцированных кадрах от 21 июля 2025 года ВС РФ начинают бой с украинскими военнослужащими, двигающимися по дороге Е50 Покровск-Павлоград на юге Покровска. По состоянию на июль 2025 года логистика украинских сил в Покровском районе зависела от этой трассы.
22 июля МО РФ заявило, что российские войска захватили Новоторецкое (к северо-востоку от Покровска).
23 июля Би-би-си сообщило о боях между ВСУ и российскими ДРГ на юго-западной окраине Покровска. По информации ВСУ, линия соприкосновения расположена к городу настолько близко, что в Покровск могут проникать не только диверсанты, но и штурмовые группы ВС РФ.
К 30 июля в ходе выполнения ограниченных диверсионных и разведывательных задач российские войска продвинулись в центр Покровска с юга.

#### Август
В первых числах августа севернее и северо-восточнее Покровска российские войска вышли к Белицкому, Владимировке, Шахово, Красному Лиману и Родинскому.
Во вторую неделю августа российские диверсионно-разведывательные группы (общей численностью не превышавшей 300-350 человек) просочились сквозь позиции ВСУ в районе севернее Родинского (северо-восточнее Покровска) и к 11 августа вышли к Кучерову Яру и Золотому Колодезю, создав угрозу шоссе Доброполье — Краматорск. 11 августа российские войска также захватили Затышок и Никаноровку.
12 августа российские войска продолжили проникновение в украинскую оборону к востоку и северо-востоку от Доброполья с использованием ограниченных диверсионно-разведывательных групп. Генштаб Украины сообщил, что российские диверсионные группы проникли в Весёлое, Рубежное, Кучеров Яр (все три к северо-востоку от Доброполья) и Вольное (к востоку от Доброполья) и что украинские войска уже уничтожили некоторые из этих групп. Российское военное командование пыталось закрепить прорыв, передислоцировав части 114-й отдельной мотострелковой бригады (51-й САА) в район Нового Шахово (восточнее Доброполья) и Заповедного.
12 и 13 августа российские диверсионно-разведывательные группы продолжили попытки проникнуть в Покровск одновременно с возобновлением интенсивных артиллерийских обстрелов и авиаударов по городу.
15 августа украинское командование сообщило, что ВСУ очистили Покровск от российских групп и отдельных солдат, которые ранее проникли в населенный пункт, а также зачистили Грузское, Рубежное, Нововодье, Петровку, Весёлое и Золотой Колодезь (все к северо-востоку от Доброполья) от групп противника.

## Последствия
13 декабря 2024 года из-за приближения линии фронта компания «Метинвест» заявила о закрытии шахты в Покровске — единственной шахты на Украине, производящей коксующийся уголь.
В январе была окончательно закрыта Покровская шахта, единственное предприятие на Украине, добывающее коксующийся уголь, обеспечивавшее 90% потребностей страны.
По состоянию на начало июня 2025 года в городе оставалось от 2 до 3 тысяч жителей. За несколько месяцев до этого в городе были отключены вода и электричество.

## Потери
По оценкам Би-би-си и Медиазоны, рост общего числа погибших армии РФ за сентябрь—ноябрь 2024 года превышает данные за 2023 год в полтора раза, за 2022 год — более чем в 2 раза. Би-би-си предполагает, что  рост потерь может быть связан с наступлением РФ в Донецкой области Украины, а также с боями  в Курской области.

## Оценки
После взятия Селидово ВС РФ за полтора месяца продвинулись на 11 км. Продвижение российских военных должно было быть остановлено укрепрайоном, расположенным на возвышенности между сёлами Шевченко и Новотроицкое. Однако, по информации украинского военного журналиста Юрия Бутусова, ВС РФ быстро и практически без сопротивления заняли хорошо оборудованный укрепрайон.
По мнению командира батальона «Волки да Винчи» 59-й мотострелковой бригады Сергея Филимонова, оборона Покровска приняла форму катастрофы. По его словам, старшие офицеры не информированы об обстановке на передовой и предъявляют подразделениям требования, которые невозможно выполнить.
По информации соучредителя украинского проекта Deep State Романа Погорелого, российские военные пытаются проникать в сам город. Также, по его словам, ВС РФ к Покровску были переброшены подразделения опытных операторов беспилотников, которые наносят удары по автомобилям и ЖД транспорту.
Представитель украинской бригады, действующей на Покровском направлении, заявил, что российские войска используют ослов для транспортировки пехоты к линии фронта и что российские войска используют в атаках только пехоту после того, как понесли тяжелые потери в технике в первой половине февраля 2025 года; представитель также заявил, что российские войска используют беспилотники с видом от первого лица (FPV) с оптоволоконными кабелями для уничтожения украинских тяжелых бомбардировщиков-беспилотников.
Старший украинский офицер артиллерийской батареи, действующей на Покровском направлении, заявил 10 марта, что российские силы в последнее время не используют тяжелую технику, возможно, из-за нехватки бронетехники. В свою очередь, российский источник утверждал, что ВС РФ истощены из-за нескольких месяцев непрерывных атак.
ISW наблюдал временную паузу в российских наступательных операциях и продвижениях на Покровском направлении в конце января, феврале и начале марта 2025 года из-за контратак ВСУ и их операций с использованием беспилотников. С начала марта 2025 года ВС РФ усилили атаки и, по-видимому, пытаются продвинуться к северо-востоку от Покровска вдоль трассы Т-0504 Покровск-Константиновка и к юго-западу от Покровска в сторону пограничной зоны Донецко-Днепропетровской области. Однако российские войска, по-видимому, не сосредоточены на атаке непосредственно вокруг или в Покровске, и ВСУ продолжают проводить локальные контратаки непосредственно к югу от города.
Представитель украинской группировки войск «Хортица» полковник Виктор Трегубов заявил 6 апреля, что интенсивность боев только на Покровском направлении порой сопоставима с интенсивностью боев по всей линии фронта на востоке Украины. Трегубов повторил, что российские войска временно замерли на Покровском направлении после тяжелых потерь в начале марта 2025 года, но с тех пор восстановили свои боевые возможности.
По оценке ISW к первым числам апреля 2025 года ВС РФ медленно отбили большую часть локальных контратак ВСУ, предпринятых в конце января и в начале-середине февраля к югу от Покровска в районе Шевченко и Песчаного и к юго-западу от города в районе Котлино и Надиевки.
Верховный главнокомандующий войсками Украины генерал Александр Сырский сообщил 27 июня, что Россия сосредоточила на Покровском направлении около 111 000 человек личного состава.